# Lee Carroll
Lee Carroll je americký autor knih a channeler (médium), inspirovaný Kryonem. Kryon je podle Carrolla bezpohlavní andělská bytost, s níž komunikuje. Její údajné svědectví začal Lee Carroll publikovat roku 1989, aby dle vlastních slov „přinesl poselství lidem na Zemi“. Carroll publikoval rovněž o indigových dětech.
Lee Carroll spolupracoval se svou „spirituální partnerkou“ Jan Toberovou, později s Monikou Muranyi.  Tvrdí, že jakožto inženýr rozumí styku s Kryonem jako komunikaci prostřednictvím energie, která má také duchovní možnosti (spiritual potention). Prostřednictvím této energie se prý sám stává Kryonem a jak říká, nelze to jednoduše vysvětlit. Je to údajně součást každého člověka, která je částí Boha v nás a je totožná s Duchem Svatým podle pojetí křesťanů. V New Age se nazývá „vyšší já“ (higher yourself).

## Knihy
V roce 2017 vyšel již 14. díl knihy (channelingu) s Kryonem. Tak jak postupně vycházela edice Kryon, ukazuje se, že to co bylo předáno (channelováním přijato a zveřejněno) se pak skutečně stalo. Hlavní náplň knih přitom netvoří žádná proroctví, nýbrž inspirace pro běžný denní život, jak je například patrné z podobenství v dílu 5.